# 1988–1989-es kupagyőztesek Európa-kupája
A KEK 1988–1989-es szezonja volt a kupa 29. kiírása. A győztes az FC Barcelona lett, miután a döntőben 2–0-ra legyőzte az UC Sampdoria együttesét. Magyarországot ebben az évadban a Békéscsabai Előre képviselte, amely a selejtezőn még túljutott, de az első fordulóban kiesett.

## Selejtező
| 1. csapat        | Össz. | 2. csapat | 1. mérk. | 2. mérk. |
| ---------------- | ----- | --------- | -------- | -------- |
| Békéscsabai ESSC | 4–2   | Bryne     | 3–0      | 1–2      |

## Első forduló
| 1. csapat                   | Össz. | 2. csapat             | 1. mérk. | 2. mérk. |
| --------------------------- | ----- | --------------------- | -------- | -------- |
| Derry City FC               | 0–4   | Cardiff City FC       | 0–0      | 0–4      |
| Glenavon FC                 | 2–7   | AGF Aarhus            | 1–4      | 1–3      |
| Fram                        | 0–7   | FC Barcelona          | 0–2      | 0–5      |
| KS Flamurtari               | 2–4   | Lech Poznań           | 2–3      | 0–1      |
| TJ Internacional Bratislava | 2–8   | CFKA Szredetsz Szófia | 2–3      | 0–5      |
| AC Omonia                   | 0–3   | Panathinaikósz        | 0–1      | 0–2      |
| Roda JC                     | 2–1   | Vitória SC            | 2–0      | 0–1      |
| FK Borac Banja Luka         | 2–4   | FK Metaliszt Harkiv   | 2–0      | 0–4      |
| Grasshopper-Club Zürich     | 0–1   | Eintracht Frankfurt   | 0–0      | 0–1      |
| Sakaryaspor                 | 2–1   | Békéscsabai ESSC      | 2–0      | 0–1      |
| KV Mechelen                 | 8–1   | FC Avenir Beggen      | 5–0      | 3–1      |
| FC Metz                     | 1–5   | RSC Anderlecht        | 1–3      | 0–2      |
| Floriana FC                 | 0–1   | Dundee United FC      | 0–0      | 0–1      |
| FC Dinamo Bucureşti         | 6–0   | Kuusysi Lahti         | 3–0      | 3–0      |
| FC Carl Zeiss Jena          | 5–1   | Kremser SC            | 5–0      | 0–1      |
| IFK Norrköping              | 2–3   | UC Sampdoria          | 2–1      | 0–2      |

## Második forduló
| 1. csapat             | Össz.                 | 2. csapat           | 1. mérk. | 2. mérk.   |
| --------------------- | --------------------- | ------------------- | -------- | ---------- |
| Cardiff City FC       | 1–6                   | AGF Aarhus          | 1–2      | 0–4        |
| FC Barcelona          | 2–2 (11-esekkel: 5–4) | Lech Poznań         | 1–1      | 1–1 (h.u.) |
| CFKA Szredetsz Szófia | 3–0                   | Panathinaikósz      | 2–0      | 1–0        |
| Roda JC               | 1–0                   | FK Metaliszt Harkiv | 1–0      | 0–0        |
| Eintracht Frankfurt   | 6–1                   | Sakaryaspor         | 3–1      | 3–0        |
| KV Mechelen           | 3–0                   | RSC Anderlecht      | 1–0      | 2–0        |
| Dundee United         | 1–2                   | FC Dinamo Bucureşti | 0–1      | 1–1        |
| FC Carl Zeiss Jena    | 2–4                   | UC Sampdoria        | 1–1      | 1–3        |

## Negyeddöntő
| 1. csapat             | Össz.                 | 2. csapat    | 1. mérk. | 2. mérk.   |
| --------------------- | --------------------- | ------------ | -------- | ---------- |
| AGF Aarhus            | 0–1                   | FC Barcelona | 0–1      | 0–0        |
| CFKA Szredetsz Szófia | 3–3 (11-esekkel: 4–3) | Roda JC      | 2–1      | 1–2 (h.u.) |
| Eintracht Frankfurt   | 0–1                   | KV Mechelen  | 0–0      | 0–1        |
| FC Dinamo Bucureşti   | 1–1 (ig.)             | UC Sampdoria | 1–1      | 0–0        |

## Elődöntő
| 1. csapat    | Össz. | 2. csapat             | 1. mérk. | 2. mérk. |
| ------------ | ----- | --------------------- | -------- | -------- |
| FC Barcelona | 6–3   | CFKA Szredetsz Szófia | 4–2      | 2–1      |
| KV Mechelen  | 2–4   | UC Sampdoria          | 2–1      | 0–3      |

## Döntő
| 1989. május 10. 20:15 |

| Barcelona              | 2–0   | Sampdoria |
| ---------------------- | ----- | --------- |
| Salinas 4' Rekarte 79' | (1–0) |           |

| Wankdorf Stadion, Bern Nézőszám: 42 707 Játékvezető: George Courtney (angol) |

| Az 1988–1989-es kupagyőztesek Európa-kupája győztese |
| ---------------------------------------------------- |
| FC Barcelona 3. cím                                  |

## Lásd még
- 1987–1988-as bajnokcsapatok Európa-kupája
- 1987–1988-as UEFA-kupa